# Saint-Germain-de-Coulamer
Saint-Germain-de-Coulamer è un comune francese di 414 abitanti situato nel dipartimento della Mayenne nella regione dei Paesi della Loira.

## Società

### Evoluzione demografica
Abitanti censiti